# Provincia de Apalache

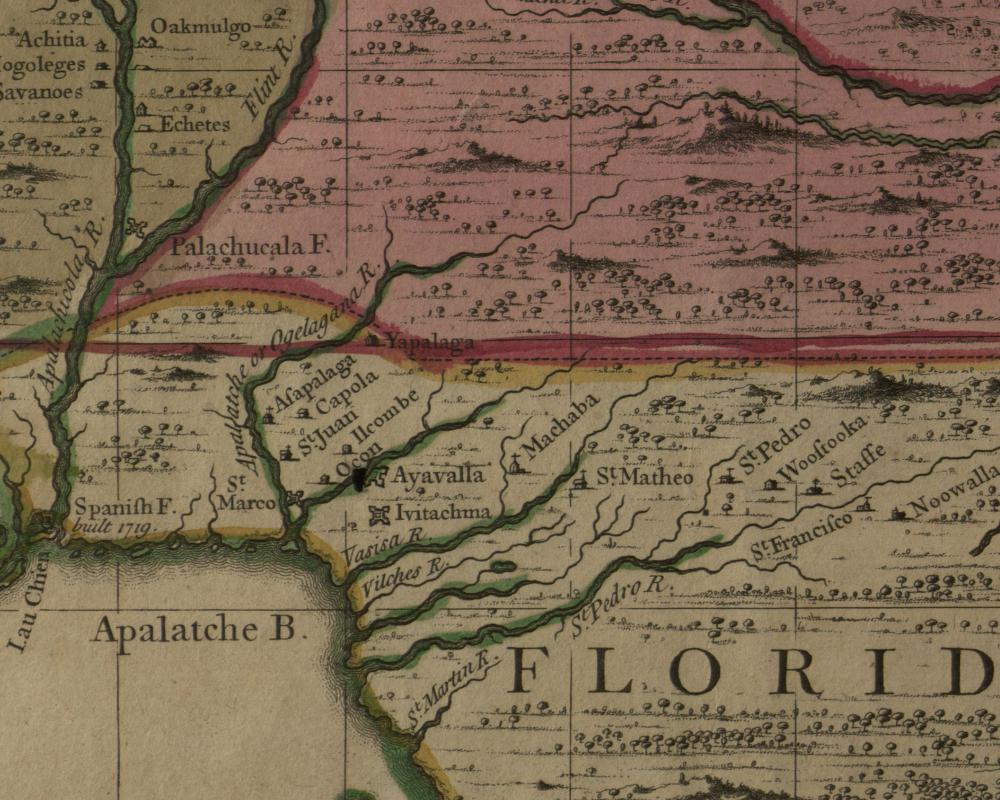
Detalle del mapa que muestra el noroeste de Florida, incluida la región de la provincia española de Apalachee. Esta área fue el escenario de la masacre de Apalachee en 1704, pero no representa con precisión la ubicación de todas las misiones afectadas.

La provincia de Apalache era un área poblada por un grupo amerindio conocido como los apalaches situada en lo que es ahora el Condado de León y el Condado de Jefferson, Florida, en los Estados Unidos.

## Ubicación
La provincia de Apalache se extiende entre el río Ochlockonee al oeste, el río Aucilla hacia el este, la bahía Apalachee por el sur y el límite Florida-Georgia al norte.

## Historia
Hace unos 12 000 años, bandas de nativos americanos recorrían las colinas y orillas del lago de lo que actualmente se conoce como condado de León y condado de Jefferson. Finalmente se asentaron, creando herramientas, cerámica y luego domesticando plantas. Esta área cultural con el tiempo se hizo conocida como la provincia de Apalache.
Alrededor del año 1000 d. C., la agricultura se convirtió en la fuente principal alimenticia, y los amerindios vivían en pueblos esparcidos compuestos por sus ranchos/granjas. La provincia de Apalache estaba estrechamente relacionada con otras culturas de nativos americanos del sudeste interior. Unas 60 000 personas habitaban 40 pueblos repartidos por todo el territorio.

## Poblaciones
- Anhaica era la capital de la provincia de Apalache y estaba situada cerca del Parque Myers en Tallahassee.
- El Parque Estatal de los Montículos Arqueológicos está situado en la orilla sur del lago Jackson.
- Velda Mound era una ciudad más antigua al norte de Tallahassee en lo que ahora es Killern Estates.

## Recursos
- Leon County Public Works (en inglés)
- Mission San Luis (en inglés)

- Datos: Q4779003